# Jan Łopuszniak

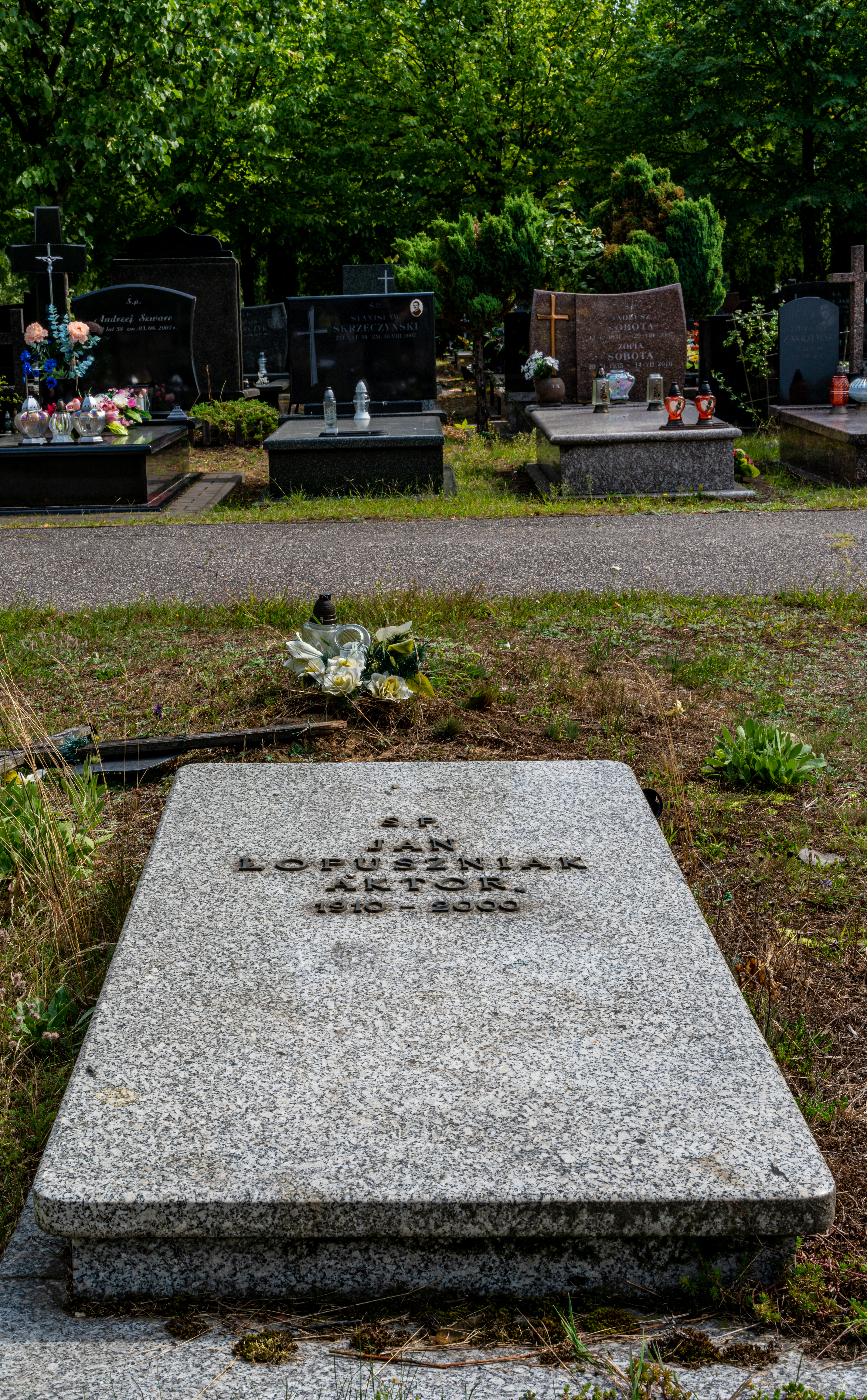
Grób Jana Łopuszniaka na cmentarzu Komunalnym Północnym w Warszawie

Jan Łopuszniak (ur. 12 lipca 1910 w Delatynie, zm. 6 kwietnia 2000 w Warszawie) – polski aktor teatralny i filmowy. Grał w teatrach w Stanisławowie, Warszawie, Łodzi, Wrocławiu, Bielsku-Białej, Jeleniej Górze.
W filmach występował tylko w epizodach. Pochowany w Warszawie na Cmentarzu Północnym.

## Wybrana filmografia
- Łuk Erosa – stary Ramke
- Zmiennicy – Karter
- Siekierezada – dróżnik
- Thais – patrycjusz
- Najdłuższa wojna nowoczesnej Europy – Kruger
- Miś – ksiądz w samochodzie
- Punkt widzenia – gość na imieninach profesora Szczepkowskiego (odc. 5)
- Dyrektorzy – majster w kolejce do lekarza
- Sami swoi – niemiecki ksiądz